# Landsberg am Lech–Schongau-vasútvonal
A Landsberg am Lech–Schongau-vasútvonal, vagy más néven a Fuchstalbahn egy normál nyomtávú, 28,7 km hosszú, nem villamosított vasútvonal Landsberg am Lech és Schongau között Németországban.